# Hầu Hiếu Hiền
Hầu Hiếu Hiền (giản thể: 侯孝贤; phồn thể: 侯孝賢; bính âm: Hóu Xiàoxián; Wade–Giles: Hou Hsiao-Hsien; 8 tháng 4 năm 1947) là một nhà làm phim của điện ảnh Đài Loan. Ông được biết tới như một trong những đại diện tiêu biểu nhất của trào lưu điện ảnh Làn sóng mới ở Đài Loan bắt đầu từ thập niên 1980. Thường tự biên kịch và đứng ra sản xuất cho các bộ phim mình đạo diễn, Hầu Hiếu Hiền đã tạo được một phong cách làm phim riêng được điện ảnh thế giới đánh giá cao, ông là đạo diễn Đài Loan nói riêng và người Hoa nói chung đầu tiên được trao giải Sư tử vàng tại Liên hoan phim Venezia với tác phẩm Bi tình thành thị năm 1989.

## Tiểu sử
Hầu Hiếu Hiền sinh năm 1947 trong một gia đình người Khách Gia ở huyện Mai, Quảng Đông, Trung Quốc. Cả gia đình Hầu Hiếu Hiên chuyển sang Đài Loan chỉ một năm sau đó. Sau khi tốt nghiệp phổ thông tại thành phố Phượng Sơn, huyện Cao Hùng, Hầu Hiếu Hiền theo học đại học tại Học viện Nghệ thuật Quốc gia Đài Loan.
Năm 1973 Hầu Hiếu Hiền bắt đầu sự nghiệp điện ảnh trong vai trò trợ lý và biên kịch của đạo diễn nổi tiếng Lý Hành. Năm 1980 ông đạo diễn bộ phim đầu tay, Tựu thị lựu lựu đích tha (就是溜溜的她). Năm 1983 Hầu Hiếu Hiền hợp tác với hai đạo diễn khác là Vạn Nhân Cân và Tăng Tráng Tường cho ra đời Nhi tử đích đại ngoạn ngẫu (兒子的大玩偶), tác phẩm này đã đánh dấu sự ra đời của một trào lưu điện ảnh mới ở Đài Loan, trào lưu Làn sóng mới với rất nhiều bộ phim nghệ thuật có giá trị cao.
Ngay từ thời kì đầu, Hầu Hiếu Hiền đã tự tạo cho ông một sự độc lập trong việc làm phim, ông thường tự đứng ra sản xuất cho các bộ phim mình đạo diễn, ông cũng có một nhóm cộng tác thân cận đó là các nhà biên kịch Châu Thiên Văn, Ngô Niệm Chân và nhà quay phim Lý Bình Tân. Hầu Hiếu Hiền bắt đầu gây được tiếng vang quốc tế với bộ phim Đồng niên vãn sự (童年往事, 1985). Từ cuối thập niên 1980, ông bắt tay vào thực hiện bộ ba phim về Đài Loan, Bi tình thành thị (悲情城市, 1989), Hỉ mộng nhân sinh (戲夢人生, 1993) và Hảo nam hảo nữ (好男好女, 1995). Đây là ba bộ phim tâm lý xoay quanh số phận của những người Đài Loan và Trung Quốc trong những biến động lịch sử của thế kỉ 20. Cả ba tác phẩm đều được đánh giá rất cao vì nội dung sâu sắc cùng phong cách thực hiện rất riêng của Hầu Hiến Hiền. Bi tình thành thị đã đem lại cho đạo diễn giải Sư tử vàng tại Liên hoan phim Venezia, ông là đạo diễn Đài Loan đầu tiên và cũng là đạo diễn người Hoa đầu tiên được trao giải thưởng này. Liên hoan phim Cannes cũng trao tặng Hầu Hiến Hiền Giải thưởng của Ban giám khảo với bộ phim Hỉ mộng nhân sinh. Còn Hảo nam hảo nữ đã đem về cho ông chiến thắng tại hạng mục Đạo diễn xuất sắc nhất của giải Kim Mã Đài Loan.
Sau bộ ba phim về Đài Loan, Hầu Hiếu Hiền tiếp tục cho ra đời những tác phẩm được đánh giá cao như Hải thượng hoa (海上花, 1998) hay Thiên hi mạn ba (千禧曼波, 2001). Năm 2003 ông được hãng Sochiku mời sang Nhật Bản để thực hiện bộ phim Café Lumière, đây là tác phẩm được làm để kỉ niệm 100 năm ngày sinh của đạo diễn huyền thoại của điện ảnh Nhật Bản Ozu Yasujirō, các bộ phim của Hầu Hiến Hiền cũng thường được so sánh với phim của Ozu vì sự tinh tế và chủ nghĩa tối thiểu trên màn ảnh. Năm 2005 ông cho ra đời bộ phim gây tiếng vang ở Liên hoan phim Cannes, Tối hảo đích thì quang (最好的時光). Bộ phim kể lại ba câu chuyện tình diễn ra trong ba thời điểm khác nhau trong quá khứ và hiện tại với hai diễn viên chính là Thư Kì và Trương Chấn. Bộ phim đã đem lại cho Hầu Hiếu Hiền giải Nhà làm phim Đài Loan của năm tại giải Kim Mã, Thư Kì cũng là người chiến thắng giải Kim Mã cho Vai nữ chính xuất sắc nhất nhờ bộ phim này. Năm 2006 đạo diễn được mời sang Pháp để thực hiện bộ phim Le voyage du ballon rouge, đây là tác phẩm điện ảnh phương Tây đầu tiên của ông, phim đã được chọn chiếu mở màn ở hạng mục Un Certain Regard tại Liên hoan phim Cannes 1997.
Gần đây nhất, bộ phim Nhiếp ẩn nương đã giúp ông thắng giải Đạo diễn xuất sắc nhất của Liên hoan phim Cannes 2015.

## Danh sách phim
| Năm  | Tên phim                                        | Tên tiếng Anh                        | Ghi chú                                                      |
| ---- | ----------------------------------------------- | ------------------------------------ | ------------------------------------------------------------ |
| 1980 | Tựu thị lựu lựu đích tha (就是溜溜的她)         | Cute Girls                           |                                                              |
| 1981 | Phong nhi thích đạp thải (風儿踢踏踩)           | Cheerful Wind                        |                                                              |
| 1983 | Nhi tử đích đại ngoạn ngẫu (儿子的大玩偶)       | The Sandwich Man                     | Đồng đạo diễn                                                |
| 1983 | Phong quỹ lai đích nhân (風柜來的人)            | The Boys From Fengkuei               |                                                              |
| 1983 | Tại na hà bạn thanh thảo thanh (在那河畔青草青) | The Green, Green Grass of Home       |                                                              |
| 1984 | Đông đông đích giả kì (冬冬的假期)              | A Summer at Grandpa's                |                                                              |
| 1985 | Đồng niên vãn sự (童年往事)                     | The Time to Live and the Time to Die |                                                              |
| 1986 | Luyến luyến phong trần (戀戀風塵)               | Dust in the Wind                     |                                                              |
| 1987 | Ni la hà nữ nhi (尼罗河的女儿)                  | Daughter of the Nile                 |                                                              |
| 1989 | Bi tình thành thị (悲情城市)                    | A City of Sadness                    | Giải Sư tử vàng tại Liên hoan phim Venezia 1989              |
| 1993 | Hỉ mộng nhân sinh (戲夢人生)                    | The Puppetmaster                     | Giải thưởng của Ban giám khảo tại Liên hoan phim Cannes 1993 |
| 1995 | Hảo nam hảo nữ (好男好女)                       | Good Men, Good Women                 |                                                              |
| 1996 | Nam quốc tái kiến, Nam quốc (南國再見，南國)    | Goodbye South, Goodbye               |                                                              |
| 1998 | Hải thượng hoa (海上花)                         | Flowers of Shanghai                  |                                                              |
| 2001 | Thiên hi mạn ba (千禧曼波)                      | Millennium Mambo                     |                                                              |
| 2003 | Café Lumière (珈琲時光)                         |                                      | Phim Nhật Bản                                                |
| 2005 | Tối hảo đích thì quang (最好的時光)             | Three Times                          |                                                              |
| 2006 | Le voyage du ballon rouge                       | The Flight of the Red Balloon        | Phim Pháp                                                    |
| 2015 | Nhiếp Ẩn Nương (聶隱娘 / Nie Yin Niang)         | The Assassin                         | Giải Đạo diễn xuất sắc tại Liên hoan phim Cannes 2015        |

## Đời tư
Ông kết hôn với Tào Bảo Phượng làm ngoài ngành giải trí và có con gái Hầu Uẩn Hoa. Năm 2007, Hầu Uẩn Hoa kết hôn với Thái Quân Phi - con trai của Thái Quán Luân, ông trùm của băng đảng xã hội đen lớn nhất nhì Đài Loan. Trong ba năm qua sức khỏe Hầu Hiếu Hiền không tốt và hiện tại đã dừng hoàn toàn việc làm phim vì sa sút trí tuệ.